# فرودگاه آبینگدون
فرودگاه آبینگدون (به انگلیسی: Abingdon Airport) یک فرودگاه با کد یاتا ABG است . این فرودگاه در کشور استرالیا قرار دارد .